# Chichimecacihuatzin I.
Chichimecacihuatzin I. bila je „aztečka carica” — kraljica supruga Tenōchtitlana.
Bila je kći kralja Cuauhtototzina, unuka kralja Tezcacohuatzina, nećakinja kraljice Miahuaxihuitl te supruga svog bratića, kralja Montezume I.
Djeca Montezume i Chichimecacihuatzin:
- Atotoztli II.
- Chichimecacihuatzin II.
- Iquehuacatzin
- Mahchimaleh

Chichimecacihuatzin je bila baka careva Axayacatla, Tizoca i Ahuitzotla, kao i kraljice Chalchiuhnenetzin.